# U.3 (dirigibile)
Il dirigibile U.3 era un dirigibile di tipo floscio costruito in Italia dalla Fabbrica Italiana Aerostati S.A. di Milano nella prima metà degli anni dieci del XX secolo per scopi civili e militari.

## Storia del progetto
Dopo la perdita per incidente del dirigibile floscio U.2 il suo progettista, ingegnere Celestino Usuelli, in stretta collaborazione per la parte meccanica con l'ingegnere Franz Miller, progettò un nuovo dirigibile che ricevette la denominazione di U.3. Su questa aeronave vennero installate eliche a presa diretta, e dopo avervi apportato diverse migliorie l'aeronave ricevette la designazione di U.3bis.

## Tecnica
Si trattava di un dirigibile di tipo floscio, lungo 53 m, del diametro di 11,0 m, avente una cubatura di poco inferiore ai 3 500 cm³. L'interno era suddiviso in sei compartimenti, tre riempiti di gas e tre di aria. Il propulsore era uno SPA erogante la potenza di 100 CV, ed azionante due eliche a presa diretta. La velocità massima raggiungibile era pari a 58-60 km/h, e poteva raggiungere una quota di tangenza di 3 000 m.

## Impiego operativo
L'aeronave U.3bis fu collaudata nei primi mesi del 1914, quando la situazione internazionale stava oramai precipitando verso una guerra aperta tra le grandi potenze. Il dirigibile fu adibito a a voli dimostrativi e di addestramento con a bordo ufficiali delle due Forze Armate, Regia Marina e Regio Esercito. Alle 15:00 del 16 settembre l'aeronave si levò in volo dal campo d'aviazione di Villa Pizzone (Milano) per dirigersi verso Como. L'equipaggio era formato da Celestino Usuelli, dal meccanico Colombo, dal tenente Coturi, dal capitano Mina, dal tenente Marco e dall'ingegnere Formica. Il volo si svolse regolarmente sino a Lecco, e giunto sul lago il dirigibile si abbassò sull'acqua al fine di compiere alcune manovre a bassa quota al largo di Lezzeno. Colpito da una raffica di vento l'aeronave toccò l'acqua e la navicella si immerse totalmente. Subito dopo l'aeronave riprese qualche metro di quota e la navicella uscì dall'acqua salvando così da morte certa i membri dell'equipaggio. Dai paesi vicini partirono immediatamente dei motoscafi di soccorso i cui membri dell'equipaggio riuscirono ad afferrare le funi calate dalla navicella riuscendo a trainare il dirigibile sino a Lemmo. Il giorno successivo lo U.3bis rientrò a Milano con i propri mezzi. Otto giorni dopo lo U.3bis decollò da Villa Pizzone, con a bordo gli allievi ufficiali, e si diresse verso Torino volando a quota molto bassa ed affrontando un forte vento di nord-est. Giunto al campo di Mirafiori ad attenderlo vi erano il personale aeronautico del campo, autorità civili e militari, ed appassionati dell'aviazione. Nel corso del 1914 l'aeronave compì 20 voli con privati e 54 voli militari al comando del capitano Mina che insieme a Usuelli, Colombo, Coturri, e Marro ne furono i protagonisti. A causa di un incidente in cui fu recuperato intatto lo U.3bis fu ritirato dal servizio prima dell'entrata in guerra del Regno d'Italia avvenuta il 24 maggio 1915.

### Fonti
1. ↑  Pesce 1982, p. 133.
2. ↑  Pesce 1982, p. 32.
3. 1 2 3 4 5 6 7 8 9 10 11 12 13 14 15  Pesce 1982, p. 33.